# Port lotniczy Pasni
Port lotniczy Pasni (IATA: PSI, ICAO: OPPI) – port lotniczy położony w Pasni, w prowincji Beludżystan, w Pakistanie.